# Evangelische Kirche (Panrod)

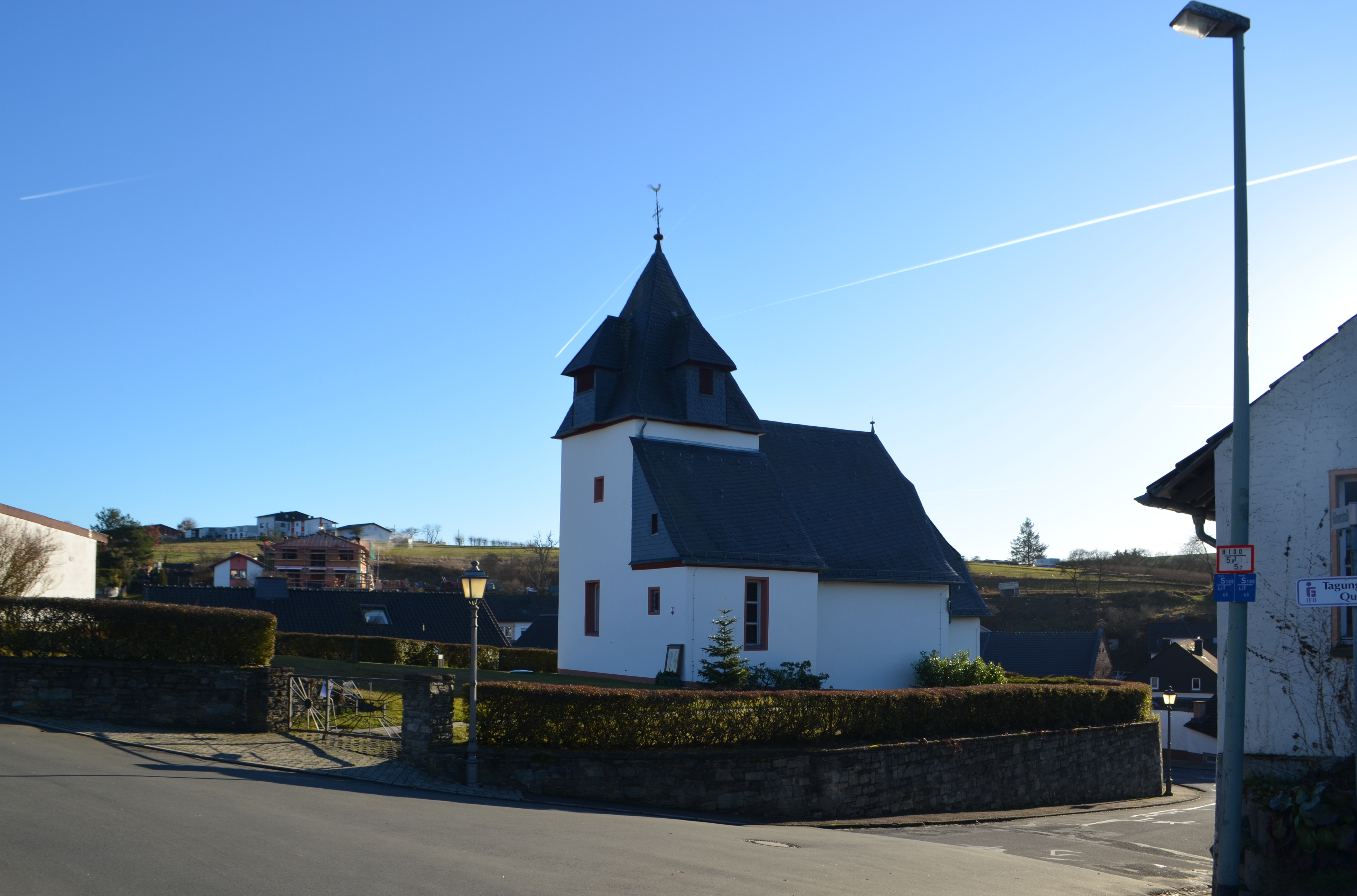
Evangelische Kirche in Panrod

Die Evangelische Kirche Panrod ist ein denkmalgeschütztes Kirchengebäude in Panrod, einem Ortsteil der Gemeinde Aarbergen im Rheingau-Taunus-Kreis in Hessen. Die Kirche gehört zur Kirchengemeinde Panrod & Hennethal im Dekanat Rheingau-Taunus in der Propstei Rhein-Main der Evangelischen Kirche in Hessen und Nassau.

## Beschreibung
Der in das Kirchenschiff der Saalkirche eingestellte Chorturm wurde 1321 errichtet, als die Kirchengemeinde aus der Berger Pfarrei ausgepfarrt wurde. An seiner Nordseite wurde im 15. Jahrhundert ein Anbau angefügt. Das Zeltdach des Turms ist mit Wehrerkern ausgestattet, hinter dessen Klangarkaden sich der Glockenstuhl befindet, in dem eine Kirchenglocke aus der ersten Hälfte des 14. Jahrhunderts hängt.
Der Innenraum des Kirchenschiffs ist mit einer Flachdecke überspannt, die von einem Unterzug getragen wird. 1965 wurden Reste von Wandmalereien aus dem 14. Jahrhundert freigelegt. Zur Kirchenausstattung gehören ein Altarkreuz aus den 1730er Jahren und die Kanzel aus dem 16. Jahrhundert.